# Diocesi di Belcastro
La diocesi di Belcastro (in latino Dioecesis Bellicastrensis) è una sede soppressa e sede titolare della Chiesa cattolica.

## Territorio
La diocesi era collocata sul versante jonico della Calabria e comprendeva, a metà del Settecento, oltre alla città episcopale, i territori di Andali (o Villa Aragona), abitato per lo più da albanesi di rito greco, di Sant'Angelo in Cuturella e di La Cerva; alla fine del secolo si aggiunse anche l'abitato agricolo di Botricello. Era compresa tra i fiumi Crocchio e Tacina e giungeva fino al mare; confinava con le diocesi di Catanzaro e di Isola, e l'arcidiocesi di Santa Severina.
Sede vescovile era la città di Belcastro, dove si trovava la cattedrale dedicata a San Michele arcangelo, che era anche l'unica parrocchia della città episcopale.
La diocesi era molto piccola, e nel suo periodo di maggior estensione (fine Settecento) la popolazione globale si aggirava sui duemila abitanti.

## Storia
Incerte sono le origini della diocesi di Belcastro, che sono da collocare successivamente all'erezione della sede metropolitana di Santa Severina, sul finire del IX secolo, dopo che i bizantini sconfissero definitivamente gli Arabi, scacciandoli dalla Calabria. A quell'epoca le diocesi calabresi dipendevano dal patriarcato di Costantinopoli e il rito in uso era quello bizantino.
Nella Notitia Episcopatuum redatta all'epoca dell'imperatore Leone VI (inizio X secolo), sono attribuite a Santa Severina quattro diocesi suffraganee; tra queste la diocesi Kallipoleos, che alcuni autori hanno identificato con la sede di Belcastro. Tuttavia, la città episcopale assunse il nome di Belcastro solo nel XIV secolo; in precedenza aveva il nome di Genitocastro o Geneocastro, ossia "Città vecchia".
Ed è proprio con il nome di Cittavecchia, che la diocesi compare nelle Notitiae successive a quella di Leone VI. La prima menzione di Palaiokastron o Gynaikokastron è in una Notitia della fine del X secolo, tra le suffraganee di Santa Severina; in seguito la diocesi è ancora documentata nella Notitia redatta a metà del XII secolo all'epoca dell'imperatore Manuele I Comneno. Nelle fonti latine, la diocesi appare per la prima volta nella bolla di papa Lucio III del 1183 inviata al metropolita Meleto di Santa Severina, al quale il pontefice confermava tutti i benefici della sua Chiesa; nella bolla la diocesi di Belcastro è chiamata con il nome ecclesiastico di Geneocastrensis, ossia Cittavecchia.
La diocesi è perciò attestata dalla metà circa del X secolo. Tuttavia, il primo vescovo di cui si conosca il nome è Policreto, di cui è fatta menzione nella Vita di san Bartolomeo, abate di Santa Maria del Patire; nel 1112 eresse il capitolo della cattedrale, nel 1121 prese parte alla consacrazione della cattedrale di Catanzaro e nel gennaio successivo partecipò al sinodo di Crotone, alla presenza di papa Callisto II.
In seguito alla conquista normanna della Calabria (1060) si impose progressivamente il rito latino, benché quello greco sopravvisse a lungo; ancora nel XVI secolo sono attestate chiese di Belcastro ove si officiava in rito greco. Secondo una tradizione locale la cattedrale, dedicata a San Michele arcangelo, venne edificata nell'XI secolo, ma molto più probabilmente agli inizi del XIV secolo; essa aveva un capitolo di dodici canonici e fungeva da unica parrocchia di Belcastro; fu più volte distrutta o danneggiata da terremoti o semplicemente dall'incuranza dei canonici, e per questo in più occasioni ricostruita o ristrutturata. Poiché la diocesi era molto piccola e la sua mensa vescovile molto ristretta, spesso i vescovi non vi risiedevano, cosa che portava all'abbandono e al declino degli edifici ecclesiastici e al depauperamento della stessa mensa episcopale.
Si deve al vescovo Giovanni Emblaviti (1688-1722), "dotto e pio prelato", l'opera di ricostruzione della cattedrale, del palazzo episcopale e del seminario, istituito all'epoca del vescovo Bartolomeo Gessi (1633-1639); questi due ultimi edifici oggi non esistono più, già abbandonati e definitivamente andati in rovina alla fine del Settecento. La cattedrale invece fu nuovamente ricostruita, dopo un ulteriore periodo di abbandono, ed abbellita dall'ultimo vescovo di Belcastro, Vincenzo Greco (1792-1806).
In seguito alla ristrutturazione delle diocesi del Regno delle Due Sicilie, quella di Belcastro fu soppressa il 27 giugno 1818 con la bolla De utiliori di papa Pio VII ed il suo territorio incorporato in quello dell'arcidiocesi di Santa Severina.
Dal 1968 Belcastro è annoverata tra le sedi vescovili titolari della Chiesa cattolica; dal 30 novembre 2023 l'arcivescovo, titolo personale, titolare è Giovanni Cesare Pagazzi, archivista e bibliotecario di Santa Romana Chiesa.

## Cronotassi

### Vescovi
- Policreto † (prima del 1112 - dopo il 1122)
- Bernardo † (prima del 1205[11] - dopo il 1222)
- Anonimo † (menzionato nel 1233)[11]
- Marco † (prima del 1235 - dopo il 1241[11])
- Giovanni I † (prima del 1265 - dopo il 1283)[11]
- Gregorio † (1333 - 1348 deceduto)
- Nicola da Offida, O.F.M. † (15 giugno 1349 - 10 dicembre 1358 nominato vescovo di Argo)
- Venturino † (10 dicembre 1358 - ? deceduto)
- Giovanni II † (19 agosto 1370 - 1399 ? deceduto)
- Riccardo d'Olibano † (13 marzo 1400 - 6 novembre 1402 nominato arcivescovo di Acerenza)
- Luca, O.F.M. † (7 febbraio 1403 - 1413 deceduto)
- Roberto de Basilio † (13 febbraio 1413 - ? deceduto)
- Giovanni Opizzoni † (24 aprile 1418 - 1474 deceduto)
- Raimondo Poerio, O.P. † (settembre 1474 - 9 agosto 1518 dimesso o deceduto)[12]
- Leonardo Levato † (23 agosto 1518 - 1533 deceduto)
- Girolamo Fornari, O.P. † (4 agosto 1533 - 1542 deceduto)
- Giacomo de' Giacomelli † (5 maggio 1542 - 14 dicembre 1552 dimesso)
- Cesare de' Giacomelli † (23 gennaio 1553 - 1577 deceduto)
- Giovanni Antonio de Paola † (10 maggio 1577 - 1591 deceduto)
- Orazio Schipano † (13 novembre 1591 - 1596 deceduto)
- Alessandro Papatodoro † (12 agosto 1596 - ?)
- Giovanni Francesco Zagordo † (23 febbraio 1598 - 1599 deceduto)
- Antonio Lauro † (13 settembre 1599 - 1609 deceduto)
- Pedro de Mata y Haro, C.R. † (3 agosto 1609 - 28 febbraio 1611 nominato vescovo di Capaccio)
- Giorgio Santi, C.R. † (24 ottobre 1611 - 1612 deceduto)
- Fulvio Thesauro † (3 dicembre 1612 - 1616 deceduto)
- Girolamo Ricciulli † (5 dicembre 1616 - 7 agosto 1626 deceduto)
- Antonio Ricciulli † (16 novembre 1626 - 1629 dimesso)
- Filippo Crino † (19 novembre 1629 - 1633 deceduto)
- Bartolomeo Gessi † (10 gennaio 1633 - 2 maggio 1639 nominato vescovo di Vulturara)
- Francesco Clerico, C.R. † (8 agosto 1639 - 1652 deceduto)
- Carlo Sgombrino † (11 dicembre 1652 - 8 febbraio 1672 nominato vescovo di Catanzaro)
- Carlo Galgano † (22 febbraio 1672 - prima del 13 febbraio 1683 dimesso)
- Benedetto Bartoli † (18 settembre 1684 - circa novembre 1685 deceduto)
- Giovanni Alfonso Petrucci † (15 luglio 1686 - 15 novembre 1687[13] deceduto)
- Giovanni Emblaviti † (31 maggio 1688 - aprile 1722 deceduto)
- Michelangelo Gentili † (6 luglio 1722 - settembre 1729 deceduto)
- Giovanni Battista Capuani † (23 dicembre 1729 - circa luglio 1752 deceduto)
- Giacomo Guacci † (27 novembre 1752 - agosto 1754 deceduto)
- Tommaso Fabiani † (17 marzo 1755 - 3 dicembre 1778 deceduto)
  - Sede vacante (1778-1792)
- Vincenzo Greco † (26 marzo 1792 - 17 maggio 1806 deceduto)
  - Sede vacante (1806-1818)
  - Sede soppressa

### Vescovi titolari
- Felicissimo Stefano Tinivella, O.F.M. † (6 luglio 1968 - 12 dicembre 1970 dimesso)
- José Gottardi Cristelli, S.D.B. † (1º marzo 1972 - 5 giugno 1985 nominato arcivescovo di Montevideo)
- Pietro Sambi † (10 ottobre 1985 - 27 luglio 2011 deceduto)
- Julien Ries † (23 gennaio 2012 - 18 febbraio 2012 nominato cardinale diacono di Sant'Antonio di Padova a Circonvallazione Appia)
- José Rodríguez Carballo, O.F.M. (6 aprile 2013 - 14 settembre 2023 nominato arcivescovo coadiutore di Mérida-Badajoz)
- Giovanni Cesare Pagazzi, dal 30 novembre 2023